# Randleman (Karolina Północna)
Randleman – miasto w Stanach Zjednoczonych, w stanie Karolina Północna, w hrabstwie Randolph.